# Synthesizer greatest
Synthesizer Greatest er en serie af LP-plader, kassetter og CD'er, der blev udgivet i årene 1989 til 1996 af Arcade Group i Europa.
Oprindeligt skulle de originale hits frigives, men fordi to kunstnere absolut ikke ønskede at være på et album sammen, blev det besluttet at have alle versioner spillet af Ed Starink i Star Inc. musikstudio i Huizen.
Disse samlingsalbum inkluderer hits af Vangelis, Jean-Michel Jarre, Ennio Morricone, Alan Parsons, Kraftwerk, Mike Oldfield og andre. Ed Starink har også sit eget ukendte arbejde på nogle samlinger.

## Synthesizer Greatest
1. Synthesizer Greatest - 1989
2. Synthesizer Greatest Volume 2 - 1989
3. Synthesizer Greatest Volume 3 - 1989
4. Synthesizer Greatest Volume 4 - 1990
5. Synthesizer Greatest Volume 5 (The Final Episode) - 1990
6. Synthesizer Greatest Volume 6 - 1991
7. Synthesizer Greatest Volume 7 - 1993
8. Synthesizer Greatest (Opsamlingsalbum (1t/m 7)) - 1995
9. Synthesizer Greatest Volume 1 (Genudgivelse) - 2001